# Huawei Mediapad T3
Huawei Mediapad T3 — лінійка планшетів компанії Huawei, представлена у трьох модифікаціях: Huawei Mediapad T3 10, Huawei Mediapad T3 8.0, Huawei Mediapad T3 7.0.
Планшети анонсовано у квітні 2017 року, у світовий продаж надійшли у травні 2017 року.
Старт офіційних продажів в Україні — липень 2017 року.

## Зовнішній вигляд
Корпуси планшетів металеві, виконані з алюмінієвого сплаву.
На українському ринку представлений в сірому кольорі.
Відсоток екрану відносно загальної площі передньої панелі становить - 74.3% (Huawei Mediapad T3 7.0), 70.5% (Huawei Mediapad T3 8.0) та 72.8% (Huawei Mediapad T3 10).

## Апаратне забезпечення
Планшети мають 4-ядерні процесори:  Huawei Mediapad T3 7.0 - Mediatek MT8127 з чотирма ядрами Cortex-A7 з частотою 1,3 ГГц.
Huawei Mediapad T3 8.0 та Huawei Mediapad T3 10 мають процесор Qualcomm Snapdragon 425 з чотирма ядрами Cortex-A53 з частотою 1,4 ГГц.
Графічне ядро  Huawei Mediapad T3 7.0 — Mali-450 MP4, Huawei Mediapad T3 8.0 та Huawei Mediapad T3 10 - Adreno 308.
Внутрішня пам'ять планшету відрізняється у найменшій моделі це 8 ГБ, у решти двох - 16 ГБ. 
Оперативна пам'ять — 1 ГБ у Huawei Mediapad T3 7.0 та 2 ГБ у двох інших моделей.
Пам'ять можна розширити завдяки карті пам'яті microSD (до 218 ГБ).
Акумулятор незнімний Li-Pol у Huawei Mediapad T3 7.0 місткістю 3100 мА·год, в інших двох моделях - 4800 мА·год.

## Програмне забезпечення
Huawei Mediapad T3 7.0 працює на операційній системі Android 6.0 (Marshmallow) з графічною оболонкою  EMUI 4.1, Huawei Mediapad T3 8.0 та Huawei Mediapad T3 10 мають операційну систему Android 7.0 (Nougat) з оболонкою EMUI 5.1.
Huawei Mediapad T3 7.0 не підтримує жодні стандарти зв'язку, моделі Huawei Mediapad T3 8.0 та Huawei Mediapad T3 10 підтримує такі стандарти зв'язку: 2G GSM, 3G WCDMA, 4G LTE.
Бездротові інтерфейси: WiFi 802.11 a/b/g/n, Bluetooth 4.2, A2DP, LE, aptX HD, NFC. Планшет підтримує навігаційні системи: GPS (A-GPS), ГЛОНАСС.
Всі моделі мають microUSB 2.0 роз'єми для заряджання та 3,5 мм роз'єм для підключення навушників. У моделі Huawei Mediapad T3 10 вбудовано FM радіо.